# Купец (пьеса)
«Купец» (лат. Mercator) — комедия-паллиата римского драматурга Тита Макция Плавта, которую датируют примерно 197 годом до н. э.
Пьеса является переработкой одноимённой комедии греческого драматурга Филемона. Один из её персонажей — рабыня по имени Сира, то есть «сирийка»; исходя из этого, антиковеды датируют написание «Купца» примерно 197 годом до н. э.
Действие происходит в Афинах. Главный герой — юноша по имени Харин, который во время путешествия влюбился в гетеру Пасикомпсу, купил её и привёз домой, сказав старику отцу, будто это служанка для матери. Тот начал заигрывать с рабыней. После ряда связанных с этим недоразумений наступает традиционный для жанра счастливый финал.